# Design Science License
De Design Science License (DSL) is een copyleft-licentie voor vrije inhoud, zoals tekst, afbeeldingen, muziek en andere inhoud, maar is niet bestemd voor documentatie of broncode. De DSL werd geschreven door Michael Stutz.
De Design Science License is goedgekeurd volgens de Definitie van Vrije Culturele Werken.